# Pieróg biłgorajski
Pieróg biłgorajski, piróg biłgorajski, krupniak – polskie, tradycyjne danie regionalne, popularne na Biłgorajszczyźnie, dawniej przyrządzane głównie przy okazji świąt i ważniejszych uroczystości.
Pieróg biłgorajski wypieka się bez skórki – wtedy jest zwany „łysym” – lub w skórce z ciasta drożdżowego. Nadzienie przygotowuje się na bazie kaszy gryczanej, ziemniaków, twarogu, jajek i śmietany. Zależnie od przepisu, w jego składzie mogą znaleźć się m.in. mięta, smalec i słonina. Całość potrawy jest wypiekana w prostokątnych lub krągłych formach. Konsystencja gotowego pieroga jest stała; danie to swoim wyglądem nieco przypomina świeżo upieczony pasztet. Można je podawać z mlekiem.
Podobnym smakiem do pieroga charakteryzuje się kaszak, który jest bułką wypełnioną podobnym nadzieniem.
Od 4 października 2005 pieróg biłgorajski jest wpisany na Krajową listę produktów tradycyjnych Ministerstwa Rolnictwa i Rozwoju Wsi w kategorii wyroby piekarnicze i cukiernicze.